# پدرو ده والدیویا
پدرو ده والدیویا (اسپانیایی: Pedro de Valdivia‎؛ ۱۷ آوریل ۱۴۹۷ – ۲۵ دسامبر ۱۵۵۳) کنکیستادور و نخستین فرماندار سلطنتی شیلی بود.
وی در سال ۱۵۴۰ به عنوان فرمانده ۱۵۰ اسپانیایی به آمریکای جنوبی سفر کرد و در آنجا نیروی بزرگی از بومیان را شکست داد و در سال ۱۵۴۱ شهر سانتیاگو را بنیان‌گذاری کرد. والدیویا از سال ۱۵۴۰ تا ۱۵۴۷ و ۱۵۴۹ تا ۱۵۵۳ فرماندار سلطنتی شیلی بود.
در مورد مرگ روایت‌های زیادی نوشته شده اما براساس تاریخ‌نگاران اسپانیایی والدیویا توسط فردی به نام کوپولیسان از بومیان ماپوچه کشته شده‌است.